# Хейлунцзян
Прові́нція Хейлунцзя́н (спрощ.: 黑龙江省; кит. трад.: 黑龍江省; піньїнь: Hēilóngjiāng Shěng, Хейлунцзян-шен; маньчжурська: ᠰᠠᡥᠠᠯᡳᠶᠠᠨ
ᡠᠯᠠ Sahaliyan ula) — провінція в північно-східній частині Китайської Народної Республіки, в басейні річки Амур. Розташована на території історичної Маньчжурії. Площа 460 000 км², населення 38 170 000 осіб (2004). Адміністративний центр — місто Харбін.

## Адміністративний поділ
Хейлунцзян поділяється на 1 субпровінційне місто, 11 міських округів і область:
| Карта                | #            | Українська назва | Китайська назва    | Піньінь |
| -------------------- | ------------ | ---------------- | ------------------ | ------- |
|                      |              |                  |                    |         |
| Субпровінційне місто |              |                  |                    |         |
| 1                    | Харбін       | 哈尔滨市         | Hā'ěrbīn Shì       |         |
| Міські округи        |              |                  |                    |         |
| 2                    | Дацін        | 大庆市           | Dàqìng Shì         |         |
| 3                    | Хеган        | 鹤岗市           | Hègǎng Shì         |         |
| 4                    | Хейхе        | 黑河市           | Hēihé Shì          |         |
| 5                    | Цзямуси      | 佳木斯市         | Jiāmùsī Shì        |         |
| 6                    | Цзісі        | 鸡西市           | Jīxī Shì           |         |
| 7                    | Муданьцзян   | 牡丹江市         | Mǔdānjiāng Shì     |         |
| 8                    | Ціцікар      | 齐齐哈尔市       | Qíqíhā'ěr Shì      |         |
| 9                    | Цітайхе      | 七台河市         | Qītáihé Shì        |         |
| 10                   | Шуан'яшань   | 双鸭山市         | Shuāngyāshān Shì   |         |
| 11                   | Суйхуа       | 绥化市           | Suíhuà Shì         |         |
| 12                   | Їчунь        | 伊春市           | Yīchūn Shì         |         |
| Область              |              |                  |                    |         |
| 13                   | Дасін'аньлін | 大兴安岭地区     | Dàxīng'ānlǐng Dìqū |         |